# Joca Claudino
Joca Claudino is een gemeente in de Braziliaanse deelstaat Paraíba. De gemeente telt 2.749 inwoners (schatting 2009).